# Aspicolpus rugosus
Aspicolpus rugosus är en stekelart som beskrevs av Chou och Hsu 1998. Aspicolpus rugosus ingår i släktet Aspicolpus och familjen bracksteklar. Inga underarter finns listade.